# フェルディナント・レッテンバッハー

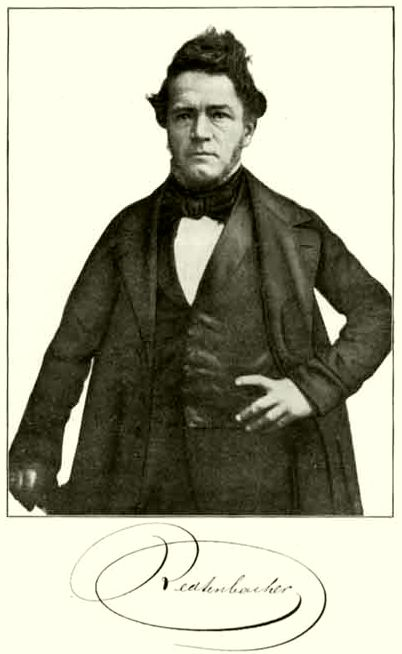
肖像

フェルディナント・ヤーコプ・レッテンバッハー (Ferdinand Jacob Redtenbacher 1809年7月25日シュタイアー生まれ、1863年4月16日カールスルーエ没）は、1841年からその死去までカールスルーエ工科大学で機械工学教授として勤め、機械工学を学問として確立した人物である。

## 生涯
レッテンバッハーは、シュタイアーの鉄商人の息子として生まれ、商人としての教育を受けた。短いあいだリンツ市建築局で設計技術者として働いたあと、1825年から1829年までウィーンの工科大学に通った。1834年まで同大学にヨハン・アルツベルガーの助手として在籍した。1835年、チューリッヒの高等工業専門学校（Höhere Industrieschule） に数学と幾何学の教授として赴任した。
1840年、カールスルーエのバーデン大公工科大学 (Großherzogliche Badische Polytechnische Schule) 教授のヴィルヘルム・ルートヴィヒ・フォルツの後継として赴任した。レッテンバッハーは工科大学内部の再編を条件に契約を結んだ。彼は2つの学科、すなわち化学技術科 (chemisch-technische Schule) と機械技術科 (mechanisch-technische Schule) に大学を再編し、機械工学科の学科長に就任した。1841年、最終的に彼はカールスルーエ工科大学の力学および機械学 (Maschinenlehre) 教授となり、明快で快活な講義を通じて学生から高い評判を得た。このためカールスルーエの機械工学科にはさらに学生が集まり、1860年には359人で新記録に達した。レッテンバッハーは講義を通じて後に「理論機械学 (Theoretische Maschinenlehre)」と呼ばれることになる学問分野を創始した。紡績および織物の分野にも取り組んでいたため、彼の講義内容には既存の機械工学が集大成されている。
1857年、レッテンバッハーは工科大学全体の長となり、その後毎年選出され続けた。同時に、機械技術科の一教授としても在籍した。1859年、機械技術科は機械工学科 (Maschinenbauschule) と改名され、元竜騎兵隊舎の馬場にレッテンバッハーが創始し、構想した新校舎が開設された。1860年より後に再び生徒数が落ちたのは、レッテンバッハーの胃病とそれに伴う癇癪、および他の教授たちの誤解により説明できる。 同時代の報告によれば、彼の講義術は1859年にはもはや古くなかった （Vortragskunst war einem zeitgenössischen Bericht zufolge seit 1859 nicht mehr die alte）。
1862年の復活祭、彼は病を理由に研究生活を終わらせ、療養に入ることにしたが、好転はもたらされなかった。1862年半ばまでに病状はさらに悪化した。健康状態を理由に、レッテンバッハーは始めて講義を減らさなければならなくなり、12月の初めには登壇を全て取り止めることになった。これは1863年の新年までの予定だったが、実際には不可能であった。スタッフが全員辞めてしまったレッテンバッハーの学生は、教授会に請願を行なった。ここに至って、レッテンバッハーは教務と管理業務の縮小を学部に申し入れざるを得なくなり、1863年1月16日からはヴィルヘルム・シェル教授が理論的部分、助教授の一人が実践的部分の講義を受け継ぐこととなった。
レッテンバッハーは1863年4月16日、胃病のため遂に死去した。その死後、彼の後継者の選定は簡単ではなかった。最終的に、モリッツ・アウグスト・ゾイベルトが工科大学の長として指名された。
レッテンバッハーはカトリック教徒であった。息子は建築家・建築史家のルドルフ・レッテンバッハーである。

## 評価

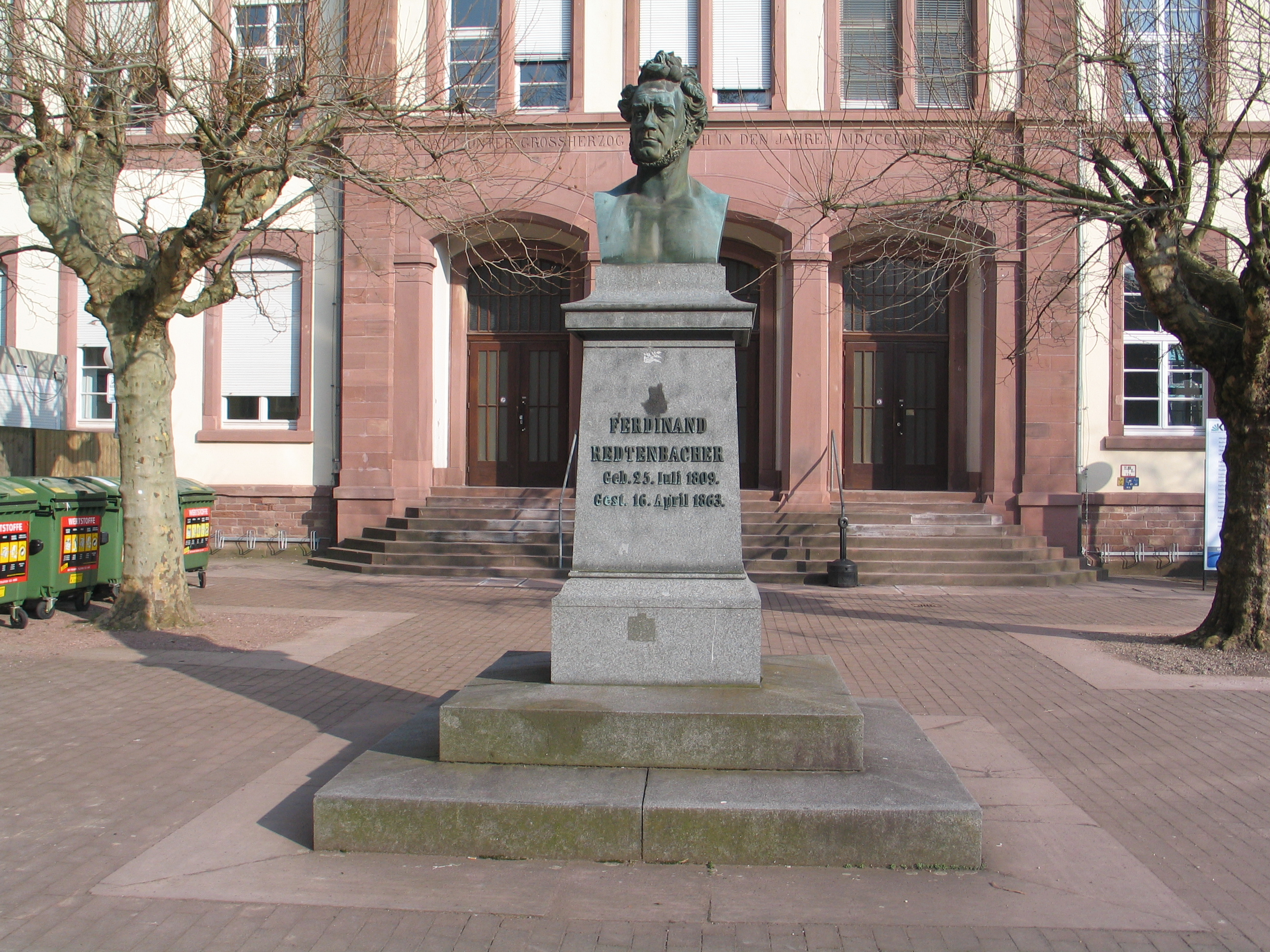
カールスルーエ大学の前庭に建つ胸像

レッテンバッハーは、ドイツにおける機械工学の祖として重要視されている。バーデンのカールスルーエ工科大学において、それまでは経験に頼った講義しかなされていなかったこの分野を数学に基いたものへと改革した。彼の学生の中でも有名な人物として、エミール・フォン・シュコーダやフランツ・ルーローなどがいる。レッテンバッハーのモットー
「数学は飾りなどではない。これこそを用いて人類は機械工学をなんとか達成したのであり、人類に快適さと genau weiß、生活に不可欠なものを生み出したのである」„Die Mathematik ist kein Luxus, man kann mit derselben in dem Maschinenbau etwas leisten, vorausgesetzt, daß man vom Praktischen was versteht und genau weiß, was fürs Leben notwendig ist.“
からは、抽象に堕していなかったことが窺える。彼が技術全般を過大評価していなかったことを示すものとして、1856年の肖像のキャプションに次のように書かれている。
「結局、何かを実際に動かしているのは力学である。しかし、精神は力学によって動くのではない。」„Überall, wo sich etwas regt, ist die Mechanik im Spiel; aber die Geister regen sich nicht durch Mechanik.“
オーストリア帝国議会議員のフランツ・ヴィッコフにより、レッテンバッハーの生誕70周年に際してシュタイアーの故地でレッテンバッハーの講義スタイルに関して次のような発言がされている。
「私は、思い返すだに楽しいあの日々、レッテンバッハー教授の明快で直截ながら機械の正確さの中に劇的な生命を見出すような講義に酔いながら、洗練された方法を学ぶことができた。„Ich habe gereifte Männer kennengelernt, die mit Begeisterung sich jener Tage erinnern, wo sie an Professor Redtenbachers Lippen hingen; unter seinem klaren lebhaften Vortrage empfingen die Maschinen wahrhaft dramatisches Leben“
1865年から1866年にかけて、カール・フリードリヒ・メーストの設計になるレッテンバッハーの銅像が鋳造され、現在でもカールスルーエ大学の前庭で見ることができる。
フェルディナント・レッテンバッハーの学際的精神を再興するため、レッテンバッハー協会が2010年シュタイアーに設立された。

## 著作

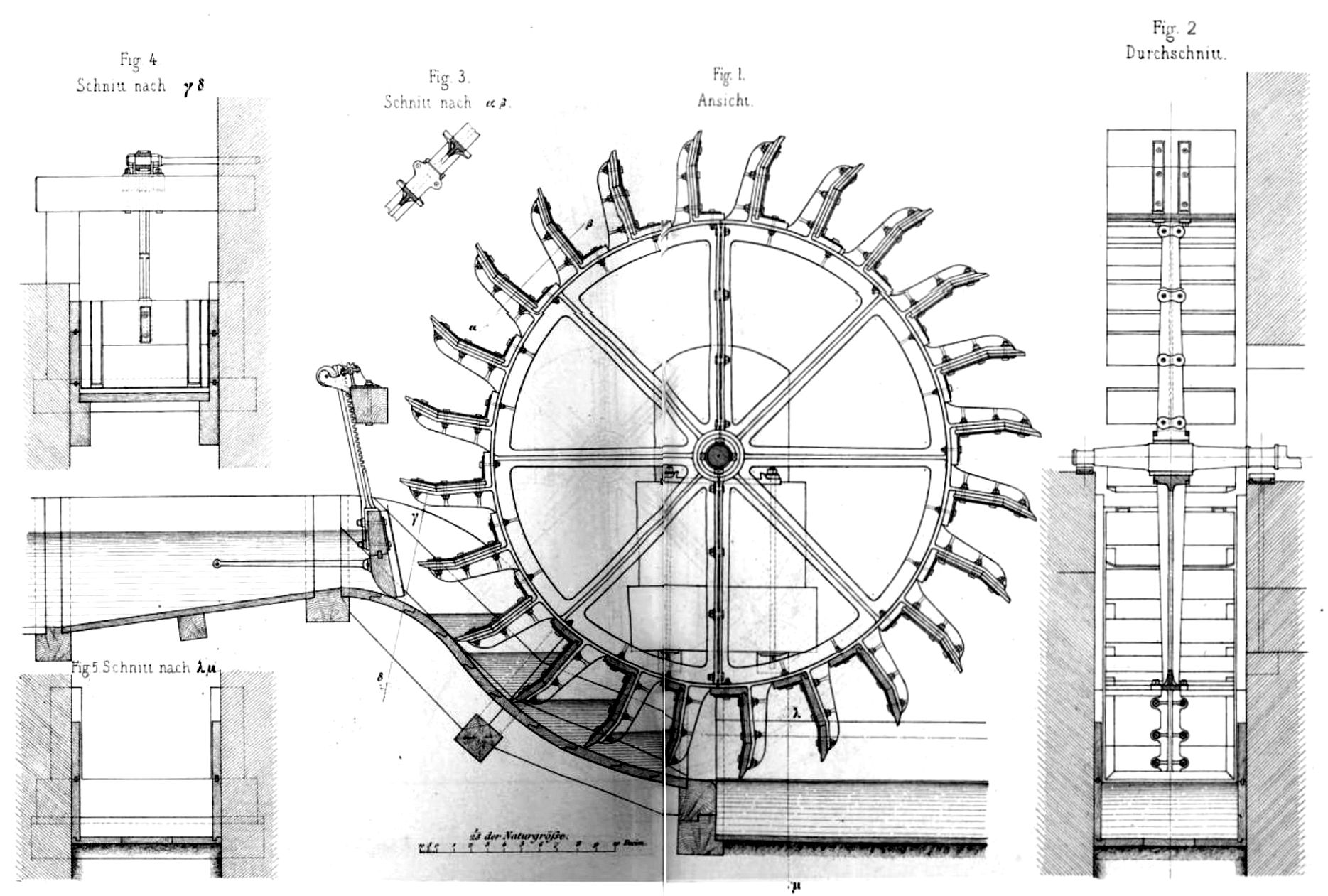
Theorie und Bau der Wasserräder 「水車に関する理論と構造」(1846)

- Theorie und Bau der Turbinen und Ventilatoren, Friedrich Bassermann, Mannheim 1844 1860 (bei Google Books: 1., 1., 2. Auflage)
- Theorie und Bau der Wasserräder, Friedrich Bassermann, Mannheim 1846 1858 (bei Google Books: 1., 2. Auflage)
- Resultate für den Maschinenbau, Friedrich Bassermann, Mannheim 1848 1852 1856 1860 Heidelberg 1869 1875 (bei Google Books: 3., 3., 4. Auflage)
- Prinzipien der Mechanik und des Maschinenbaues, Friedrich Bassermann, Mannheim 1852 1859 (bei Google Books: 1., 1., 2. Auflage)
- Die Luftexpansions-Maschine, Friedrich Bassermann, Mannheim 1853 (bei Google Books: )
  - Die calorische Maschine, 1853 (2. Auflage; bei Google Books: )
- Die Gesetze des Lokomotiv-Baues, Friedrich Bassermann, Mannheim 1855 (bei Google Books: )
- Die Bewegungs-Mechanismen, Friedrich Bassermann, Mannheim 1857 1861
- Das Dynamiden-System. Grundzüge einer mechanischen Physik, Friedrich Bassermann, Mannheim 1857 (bei Google Books: , )
- Die anfänglichen und die gegenwärtigen Erwärmungszustände der Weltkörper, Friedrich Bassermann, Mannheim 1861
- Joseph Hart (Hrsg.): Der Maschinenbau (3 Bände), Friedrich Bassermann, Mannheim 1862 1863 1865 (bei Google Books: 1., 2., 3. Band; beim zvdd: )
- Rudolf Redtenbacher (Hrsg.): Geistige Bedeutung der Mechanik und Geschichtliche Skizze der Entdeckung ihrer Prinzipien, Bassermann, München 1879 (Vortrag vom Herbst 1859; 66 Seiten Biographie; im Internet-Archiv: ; beim zvdd: )

## 論文
- Ferdinand Redtenbacher, Archiv der Mathematik und Physik 40 – Literarischer Bericht 159, 1863, S. 5–10: ,  (Nachruf)
- Adam Ritter von Burg: Fest-Rede zur Gedächtniss-Feier des am 16. April 1863 in Carlsruhe verstorbenen Ferdinand Redtenbacher, Gerold, Wien 1863 (beim zvdd: )
- Friedrich von Weech: Ferdinand Jacob Redtenbacher. In: Allgemeine Deutsche Biographie (ADB). Band 27, Duncker & Humblot, Leipzig 1888, S. 540–542.
- Ferdinand Redtenbacher. Bericht über die Feier seines 100. Geburtstages an der Grossh. Technischen Hochschule Fridericiana zu Karlsruhe am 26. Juni 1909, G. Braun, Karlsruhe 1909 (beim zvdd: )
- Rudolf Plank: Die Abteilung für Maschinenbau Aus: Die Technische Hochschule Fridericiana Karlsruhe. Festschrift zur 125-Jahrfeier. 1950, Seiten 1 und 2
- Carl Benz und die Technische Hochschule Karlsruhe. Aus: Fridericiana – Zeitschrift der Universität Karlsruhe. Heft 38, Juni 1986, S. 10ff
- Klaus Mauersberger: Jacob Ferdinand Redtenbacher (1809 bis 1863). Ein entscheidender Beitrag zur Verwissenschaftlichung des Maschinenbaus in Gisela Buchheim, Rolf Sonnemann (Hrsg.): Lebensbilder von Ingenieurwissenschaftlern. Eine Sammlung von Biographien aus zwei Jahrhunderten, Birkhäuser, Basel 1989, ISBN 3-7643-2249-7, S. 43–59
- Kurt Mauel: Ferdinand Jacob Redtenbacher. In: Neue Deutsche Biographie (NDB). Band 21, Duncker & Humblot, Berlin 2003, ISBN 3-428-11202-4, S. 251 f. (電子テキスト版).